# 西村保吉

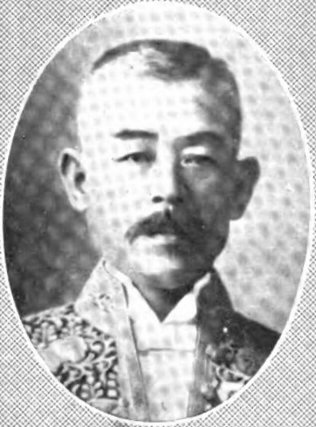
西村保吉

西村 保吉（にしむら やすよし / やすきち、1865年8月12日（慶応元年6月21日） - 1942年（昭和17年）1月15日）は、日本の内務・朝鮮総督府官僚。官選県知事。

## 経歴
伊予国宇和島で宇和島藩士西村景信の長男として生まれる。愛媛県宇和島区裁判所雇及び県庁雇となる。1890年、普通試験に合格。以後、同県宇摩郡書記、同県属・内務局勤務などを歴任。1901年11月、文官高等試験行政科試験に合格。
以後、宮崎県参事官、山口県参事官、長野県事務官・第二部長、北海道庁事務官・第六部長、同土木部長、同拓殖部長、広島県内務部長、愛知県内務部長などを歴任。
1917年1月、島根県知事に就任。産業十年計画の策定を行った。1919年6月、埼玉県知事に転任。同年8月、朝鮮総督府殖産局長に転任。1924年12月に辞職し退官した。その後、伊達家顧問、維新史料編纂会委員を務めた。